# Regalia oculata
Regalia oculata is een vlokreeftensoort uit de familie van de Regaliidae. De wetenschappelijke naam van de soort is voor het eerst geldig gepubliceerd in 2004 door Vinogradov.